# Fascination (pel·lícula de 1979)
Fascination és una pel·lícula de terror francesa de 1979 dirigida per Jean Rollin, i protagonitzada per Franca Maï i Brigitte Lahaie. Se centra en un lladre que busca refugi en un remot castell on resideixen dues dones misterioses amb intencions potencialment sinistres.

## Argument
L'abril de 1905, un grup de dones parisenques sofisticades arriba a un escorxador per beure la sang d'un bou com a manera de curar l'anèmia, i trobar el resultat exitós.
A prop, un home anomenat Marc, un lladre, s'escapa d'altres quatre lladres. Té previst dirigir-se a Londres amb una bossa de monedes d'or, però ha de refugiar-se dels seus perseguidors. Descobreix un castell aïllat a les muntanyes cuidat per dues cambreres, Elizabeth i Eva, que esperen l'arribada de la marquesa i els seus servents. Les dones, que semblen bisexuals i en una relació romàntica, no s'espanten, creuen que Marc les està prenent com a ostatges; més aviat, el troben atractiu.
L'Eva dorm amb Marc, provocant la gelosia d'Elizabeth. El grup de lladres descobreix on s'amaga en Marc i comencen a disparar al castell. L'Eva surt a l'exterior per lliurar l'or, però mentre dos d'ells el compten, la dona d'un dels lladres s'emporta el vestit de l'Eva. Eva busca venjança seduint el seu marit dins dels estables abans de matar-lo a punyalades; també mata la dona i els altres dos homes amb una dalla.
Més tard arriba la marquesa amb els seus criats, i fan una festa en la qual Marc és l'únic home, així que crida tota l'atenció. Quan arriba la mitjanit, es revela que les dones habitualment atrauen la gent al castell i beuen la seva sang. Elizabeth ajuda a en Marc a escapar, així que s'amaguen als estables. L'Eva els descobreix i l'Elizabeth li dispara per gelosia. L'Elizabeth i el Marc fugen i l'Eva torna ensopegant al castell on els criats li drenen la sang. Marc confessa que estima l'Elizabeth, mentre que ella admet que mai l'ha estimat i el mata. Elizabeth i la marquesa entren juntes a la sortida del sol.

## Repartiment
- Franca Maï - Elizabeth (acreditada com a Franka Mai)
- Brigitte Lahaie - Eva
- Jean-Pierre Lemaire - Marc
- Fanny Magier - Hélène
- Muriel Montosse - Anita
- Sophie Noël - Sylvie
- Evelyne Thomas - Dominique
- Agnès Bert - Ella mateixa
- Cyril Val - Un Apache
- Myriam Watteau - La Femme Apache
- Joe De Palmer - Un Apache
- Jacquel Sansoul

## Mitjans domèstics
Image Entertainment va estrenar Fascination en DVD als Estats Units el 1999.
Redemption Films el va llançar en DVD al Regne Unit el 28 d'octubre de 2008 en la seva relació d'aspecte original, amb característiques especials que inclouen un tràiler i una galeria de fotografies, i novament el 2012.
Kino Lorber el va llançar a Blu-ray el 2012 com a part d'una col·lecció Blu-ray de cinc discos, juntament amb La Rose de fer, La Vampire nue, Le Frisson des vampires i Lèvres de sang.

## Recepció
En revisar la pel·lícula en Blu-ray, Charlie Hobbs de Twitch Film va escriure: "En la meva primera visualització d'aquesta pel·lícula, em vaig trobar una mica lluitant per mantenir-me compromès al principi, però, al voltant de la meitat, la pel·lícula. reprèn de manera significativa i el tercer acte és una cosa de bellesa". Budd Wilkins de Slant Magazine, que va revisar la pel·lícula com a part del conjunt de cinc discos, va escriure: "A Fascination , més que qualsevol altra pel·lícula del grup, la sexualitat s'escenifica d'una manera adequada a l'eròtica francesa".